# فرية الدم في شيراز عام 1910
فرية الدم في شيراز عام 1910 هو بوغروم (أعمال عنف) للحي اليهودي بمدينة شيراز، إيران، وقع في 30 أكتوبر 1910 إثر اتهامات بأن اليهود قد قتلوا فتاة مسلمة كتضحية بشرية. وفي سياق البوغروم، قتل 12 يهوديًا وجرح نحو 50 آخرون، ونهبت جميع ممتلكات 6000 يهودي يقطنون شيراز. وقد تم توثيق هذا الحدث من قبل ممثل التحالف الإسرائيلي العالمي في شيراز.

## معلومات تاريخية
كان هناك عدد كبير من السكان اليهود في إيران على مدى 2500 سنة. ولم يكن هناك أي أعمال عنف (بوغروم) غير معروفة. ويقول جامشيد سيداغات، مؤرخ في مدينة شيراز، أنه كانت تحدث هجمات سنويًا خلال أواخر القرن التاسع عشر، وتنتهي أخيرًا نتيجة ضغط من أوروبا. وقد وقعت آخر هذه الهجمات في عام 1910.

## أحداث عام 1910

### أكتوبر 1910
في بداية أكتوبر عام 1910، أثناء تنظيف بئر ترسيب من منزل يهودي في شيراز، ادعى بعض عمال التنظيف أنهم وجدوا كتابًا قديمًا، وكانت بعض صفحاته لا تزال نظيفة وتم التعرف علي هذه الصفحات على أنها جزء من القرآن. بعد ذلك، في اليوم الأول من عيد المظال، كان عدد من اليهود عائدين لمنزلهم بعد الخروج من كنيس عندما شاهدوا امرأة ترتدي حجابًا تقف أمام مدخل المنزل وتحمل صرة. فقامت المرأة، بعدما أدركت أنها قد شوهدت، بإلقاء الصرة بسرعة في بئر الترسيب (الذي كان بالقرب من الباب الأمامي من جميع المنازل اليهودية) والهروب. وقام سكان المنزل على الفور بإخراج الصرة من البئر ووجدوا أنها نسخة من القرآن. وقد اتصل ممثل التحالف الإسرائيلي العالمي، بعد إبلاغه بهذه الحادثة وتخوفه من مزيد من الاستفزازات، بميرزا إبراهيم، رئيس الملا في مدينة شيراز، والذي وعد بتجاهل الاستفزاز وتقديم المساعدة في حالة الحاجة لذلك.

### مزاعم التضحية البشرية
في مساء اليوم التالي، اجتاحت عصابة منازل اثنين من كبار حاخامات شيراز. وقد رافق المتسللين تاجر بازار تظاهر أن أحد أبنائه، وهي فتاة من بين أربعة أطفال، كانت قد اختفت في فترة ما بعد الظهر بالحي اليهودي، حيث ادعى أنها تعرضت للقتل للحصول على دمها. وأقسم الحاخامان الخائفان أنهما لم يعرفا أن طفلاً لأبوين مسلمين قد ضل الطريق إلى داخل الحي اليهودي واحتجا ضد هذا الاتهام. وانسحب المخربون بعد التهديد بتعريض الحي اليهودي بأكمله لإطلاق النار ومحاربته بالسيوف إذا لم يتم العثور على الفتاة قبل ظهر اليوم التالي. وفي اليوم نفسه، تم العثور على جثة طفل على بعد كيلومتر واحد من المدينة وراء قصر مهجور يبعد مائة متر من المقابر اليهودية. وانتشرت شائعة بأن الجثة هي للفتاة المسلمة المفقودة وأنها تعرضت للقتل على يد اليهود. وتبين لاحقًا أن الجثة خارجة من القبر وكانت لفتى يهودي كان قد دفن منذ ثمانية أيام.

### أعمال عنف الغوغاء
في صباح اليوم التالي، بدأ حشد في التجمع أمام قصر الحكومة؛ متهمين اليهود بقتل الفتاة ومطالبين بالانتقام بلهجة صاخبة. وأمر الحاكم المؤقت القوات بتفريق الغوغاء، وتوجه الحشد للحي اليهودي، حيث وصلوا في وقت واحد مع الجنود. وكان هؤلاء الجنود، خلافًا للأوامر المعطاة لهم، أول من هاجم الأحياء اليهودية، ليعطوا بذلك لباقي الغوغاء إشارة بالسلب والنهب. واشترك الجنود والمخربون والسادة والقشقاي الذين كانوا بالمدينة لبيع بعض الماشية، حتى النساء والأطفال، في أعمال السلب التي استمرت لمدة ست إلى سبع ساعات، ولم يتركوا منزلاً واحدًا من 260 منزلاً في الحي اليهودي. هكذا وصف ممثل التحالف الإسرائيلي العالمي السرقة: 
| فرية الدم في شيراز عام 1910 | The thieves formed a chain in the street. They passed along the line carpets, bundles of goods, bales of merchandise [...], anything, in a word, which was salable. Anything, which did not have commercial value or which, on account of its weight or size, could not be carried off, was, in a fury of vandalism, destroyed and broken. The doors and windows of the houses were torn off their hinges and carried away or smashed to pieces. The rooms and cellars were literally ploughed up to see whether the substratum did not conceal some wealth. | فرية الدم في شيراز عام 1910 |

لم يقتصر عنف المهاجمين على السرقة فقط، بل امتد أيضًا ليشمل العنف الجسدي ضد اليهود. وقد فر معظم اليهود بمجرد مهاجمة حيهم، ولجأ بعضهم إلى منازل أصدقائهم المسلمين، وآخرون إلى القنصلية البريطانية، في الشرفات وحتى في المساجد، أما بالنسبة لمن بقي وحاول الدفاع عن ممتلكاته فقد جرح أو قتل. فأثناء المشاجرات، قتل اثنا عشر شخصًا، وطعن خمسة عشر آخرون أو ضربوا بالعصي أو الرصاص، وتعرض أربعون آخرون لإصابات طفيفة.

### النتائج المترتبة
نتيجة لهذا البوغروم، دمر الحي اليهودي بالكامل: 
| فرية الدم في شيراز عام 1910 | Women, men, and old folk are rolling in the dust, beating their chests and demanding justice. Others, plunged into a state of genuine stupor, appear to be unconscious and in the throes of an awful nightmare which won't end. | فرية الدم في شيراز عام 1910 |

تم تنظيم جهود الإغاثة من قبل التحالف الإسرائيلي العالمي، بمساعدة من القنصلية البريطانية. وساعد بعض المسلمين المحليين أيضًا في توزيع الخبز والعنب والمال. وأرسل أحد المسلمين الأثرياء طنًا من الخبز، والحاكم طنين، والمفتي الرئيسي 400 كيلوجرام إضافي.

## الحواشي
1. 1 2 3 4 5 6 7  Littman (1979) pp 12-14
2. ↑  Littman (1979), p. 12
3. ↑  Dinmore، Guy (20 مايو 2000). "Off Centre: An ancient community that is slipping away". Financial Times (London,England).
4. ↑  Simon، Rita J (1980-09). "Review of "Outcaste: Jewish Life in Southern Iran by Laurence D. Loeb"". American Anthropologist. 2. ج. 82 ع. 3: 675–676. DOI:10.1525/aa.1980.82.3.02a00960. مؤرشف من الأصل في 2022-03-28. اطلع عليه بتاريخ 2007-04-22. {{استشهاد بدورية محكمة}}: تحقق من التاريخ في: |تاريخ= (مساعدة) - "Indeed, Loeb begins his description of the Jewish community in Shiraz in 1968, with an account of what happened in 1910 when the last major pogrom was initiated against the Jews of Shiraz. After the murder, pillage, rape, and vandalism finally ended, the entire community of 6,000 was virtually homeless and terrorized."
5. ↑    - Lewis, Bernard (1984). The Jews of Islam. Princeton: Princeton University Press. ISBN 0-691-00807-8, p. 183 - "Even the accusation of ritual murder, not known in the past, reached Iran, and a particularly bad case occurred in Shiraz in 1910."
6. ↑  Littman (1979), p. 13

## وصلات خارجية
- Farideh Goldin. Wedding Song: Memoirs of an Iranian Jewish Woman